# Mairie-lavoir de Belmont
La mairie-lavoir de Belmont est une ancienne mairie-lavoir située à Belmont, en France.

## Localisation
La mairie-lavoir est située sur la commune de Belmont, dans le département français de la Haute-Saône.

## Historique
L'édifice est inscrit au titre des monuments historiques en 2005.